# ماکارنا آگیلار
ماکارنا آگیلار (اسپانیایی: Macarena Aguilar‎؛ زادهٔ ۱۲ مارس ۱۹۸۵) بازیکن هندبال زن اهل اسپانیا است.